# Dominik Michał Słuszka

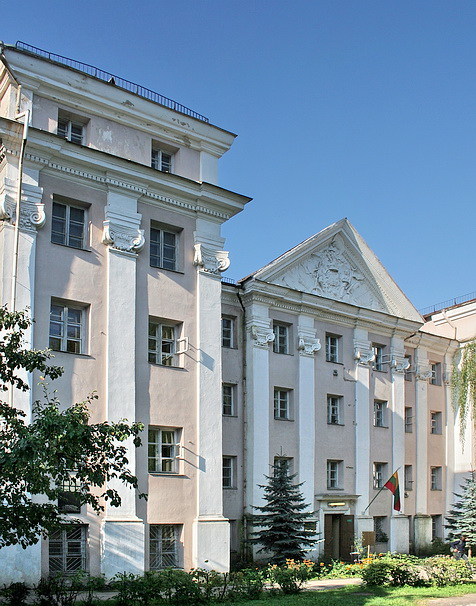
Pałac Dominika Słuszki w Wilnie

Dominik Michał Słuszka herbu Ostoja (ur. 1655, zm. 29 stycznia 1713) – wojewoda połocki w latach 1686–1713, wójt połocki w latach 1686–1713, starosta starostwa borysowskiego, pułkownik generalny Wielkiego Księstwa Litewskiego, marszałek Trybunału Głównego Wielkiego Księstwa Litewskiego w 1681, 1690 i 1695 roku.
Młodszy brat Józefa Bogusława Słuszki, razem z bratem zażarcie zwalczał frakcję Sapiehów. Dominik był jednym z dowódców w bitwie pod Olkienikami.
5 lipca 1697 roku podpisał w Warszawie obwieszczenie do poparcia wolnej elekcji, które zwoływało szlachtę na zjazd w obronie naruszonych praw Rzeczypospolitej.
W 1690 rozpoczął budowę pałacu w Wilnie potocznie zwanym pałacem Słuszków, według projektu artystów włoskich Michelangelo Palloni i Giovanni Pietro Perti (budowa trwała 10 lat).
Był członkiem konfederacji olkienickiej w 1700 roku.
W latach 1705 i 1709 w pałacu gościł car Rosji, Piotr I Wielki.
Był uczestnikiem Walnej Rady Warszawskiej 1710 roku.